# 수도권 전철 8호선
수도권 전철 8호선(首都圈 電鐵 八號線)은 경기도 남양주시의 별내역과 경기도 성남시 수정구의 모란역을 잇는 수도권 전철 운행 계통이다. 서울 지하철 8호선과 별내선을 운행하며 안내에 사용된 고유색은 ●분홍색이다. 전 구간 열차 운행을 서울교통공사가 맡고 있다. 통행방향은 어디서든 우측통행이다.

## 개요
서울 지하철 8호선은 대단위로 주택이 밀집되어 있는 강동구 암사동, 천호동 및 송파구 가락동, 장지동 지역과 성남시를 연결하는 노선으로 부도심, 지구 중심인 강동, 송파 지역의 접근성을 대폭 높이고 성남시민의 서울 시내 동남권 진입 편의를 도모하기 위하여 건설된 노선이다. 8호선의 연장 구간인 별내선은 구리시 및 다산신도시, 별내신도시 개발에 따른 교통난 해소의 일환으로 건설된 노선이다.

### 특징
한때 모든 역이 지하역이었지만, 위례 신도시 개발에 따른 교통난 해소의 일환으로, 성남시 지역 주민들의 청원에 따라 복정역과 산성역 사이에 지상역인 남위례역이 추가 신설되었다. 원래는 한강 이남만의 노선이었으나, 경기도 구리시 및 남양주시 방면으로 이어지는 이북 구간인 별내선 연장이 추진되었으며, 2015년 10월 19일 착공하여 2024년 8월 10일에 준공·개통되었다.

## 연혁
- 1990년 12월 29일 : 서울 지하철 8호선 잠실~모란 구간 착공
- 1994년 1월 8일 : 잠실~암사 구간 착공
- 1996년 11월 23일 : 잠실~모란 구간 개통 및 잠실역, 복정역, 모란역 환승 통로 개통
- 1998년 10월 1일 : 남한산성역을 산성역으로, 단대역을 남한산성입구역으로 역명 변경
- 1999년 7월 2일 : 잠실~암사 구간 개통, 천호역 환승 통로 개통
- 2010년 2월 18일 : 수도권 전철 3호선 연장 구간 개통과 함께 가락시장역 환승 통로 개통
- 2015년 10월 6일 : 별내선 암사역~별내역 구간 착공
- 2018년 12월 1일 : 서울 지하철 9호선 연장 구간 개통과 함께 석촌역 환승 통로 개통
- 2021년 12월 18일 : 복정역과 산성역 사이 구간인 남위례역 개통
- 2024년 5월 25일 ~ 6월 16일 : 암사 ~ 별내 구간 시운전
- 2024년 8월 10일 : 별내선 암사역~별내역 구간 개통 및 구리역, 별내역 환승 통로 개통

## 운영

### 열차 운행
별내행과 모란행이 주로 운행하며, 평일에는 1일 312회, 초중고교의 방학 기간은 1일 302회, 주말 및 공휴일에는 1일 270회, 명절 기간에는 1일 222회 정도 운행한다. 막차는 암사행과 잠실행과 가락시장행이 운행하며, 암사행과 잠실행은 상행, 암사행과 가락시장행은 하행이고, 배차 간격은 평일 RH 4 ~ 6분, 초중고교의 방학 기간은 RH에 6 ~ 7분, NH 및 주말, 공휴일에 8분, 심야 시간대에 최대 15 ~ 20분이다.

## 차량
- 서울교통공사 8000호대 전동차

### 차량반입 송파연결선
당초 계획은 분당선 복정역, 모란역에 연결선을 설치하거나, 서울 지하철 2호선 잠실역에 연결선을 설치할 계획이었으나, 세 곳 모두 하천에 근접해 있기 때문에 안전성 문제로 취소되었다. 결국 가락시장역 북쪽 송파사거리에서 서울 도시철도 5호선 방이역 사이에 기존 강동권 지하공동구 터널 하단부에 연결선을 설치하여 현대로템 → 경부선 → 남영역 → 서울역 → 동묘앞역 → 성수역 → 신도림역 → 까치산역 → 방이역 → 가락시장역을 거쳐 모란차량사업소로 운반하였다.

## 노선 연장
- 별내역 북쪽으로 환승 편의를 위해 수도권 전철 4호선 연장선인 진접선의 별내신도시 북부에 있는 별내별가람역까지 추가 연장하는 사업이 제3차 국가철도망 구축계획의 추가 검토사업에 반영되었다.[1]
- 제4차 국가철도망 구축계획에서는 의정부시 연장이 추가검토사업에 반영되고 별내별가람역 연장은 추진사업에 반영되었다.
- 남쪽으로는 판교역으로의 연장이 추진되어 경기도 도시철도망 구축계획에 반영되어 있다. 또한, 서현역과 분당동을 지나 능평동까지 추가 연장이 제안되어 있다.

## 역 목록
수도권 전철 8호선은 복정역을 제외한 모든 역들이 2면 2선의 상대식 승강장으로 운영된다.
| 노선              | 역 번호      | 역명               | 역명         | 역명                      | 접속 노선 | 역간 거리 | 누적 거리  | 소재지   | 소재지 |
| 노선              | 역 번호      | 한글               | 로마자       | 한자                      | 접속 노선 | 역간 거리 | 누적 거리  | 소재지   | 소재지 |
| ----------------- | ------------ | ------------------ | ------------ | ------------------------- | --------- | --------- | ---------- | -------- | ------ |
| 별내선            |              |                    |              |                           |           |           |            |          |        |
| 804               | 별내         | Byeollae           | 別內         | ● 수도권 전철 경춘선      | -         | 0.0       | 경기도     | 남양주시 |        |
| 805               | 다산         | Dasan              | 茶山         |                           | 3.1       | 3.1       | 경기도     | 남양주시 |        |
| 806               | 동구릉       | Donggureung        | 東九陵       |                           | 1.8       | 4.9       | 경기도     | 구리시   |        |
| 807               | 구리         | Guri               | 九里         | ● 수도권 전철 경의·중앙선 | 1.1       | 6.0       | 경기도     | 구리시   |        |
| 808               | 장자호수공원 | Jangja Lake Park   | 長者湖水公園 |                           | 1.9       | 7.9       | 경기도     | 구리시   |        |
| 809               | 암사역사공원 | Amsa History Park  | 岩寺歷史公園 |                           | 3.5       | 11.4      | 서울특별시 | 강동구   |        |
| 서울 지하철 8호선 |              |                    |              |                           |           |           | 서울특별시 | 강동구   |        |
| 810               | 암사         | Amsa               | 岩寺         |                           | 1.1       | 12.5      | 서울특별시 | 강동구   |        |
| 811               | 천호         | Cheonho            | 千戶         | ● 수도권 전철 5호선       | 1.3       | 13.8      | 서울특별시 | 강동구   |        |
| 812               | 강동구청     | Gangdong-gu Office | 江東區廳     |                           | 0.9       | 14.7      | 서울특별시 |          |        |
| 813               | 몽촌토성     | Mongchontoseong    | 夢村土城     |                           | 1.6       | 16.3      | 서울특별시 | 송파구   |        |
| 814               | 잠실         | Jamsil             | 蠶室         | ● 서울 지하철 2호선       | 0.8       | 17.1      | 서울특별시 | 송파구   |        |
| 815               | 석촌         | Seokchon           | 石村         | ● 서울 지하철 9호선       | 1.2       | 18.3      | 서울특별시 | 송파구   |        |
| 816               | 송파         | Songpa             | 松坡         |                           | 0.9       | 19.2      | 서울특별시 | 송파구   |        |
| 817               | 가락시장     | Garak Market       | 可樂市場     | ● 수도권 전철 3호선       | 0.8       | 20.0      | 서울특별시 | 송파구   |        |
| 818               | 문정         | Munjeong           | 文井         |                           | 0.9       | 20.9      | 서울특별시 | 송파구   |        |
| 819               | 장지         | Jangji             | 長旨         |                           | 0.9       | 21.8      | 서울특별시 | 송파구   |        |
| 820               | 복정         | Bokjeong           | 福井         | ● 수도권 전철 수인·분당선 | 0.9       | 22.7      | 서울특별시 | 송파구   |        |
| 821               | 남위례       | Namwirye           | 南慰禮       |                           | 1.6       | 24.3      | 경기도     | 성남시   |        |
| 822               | 산성         | Sanseong           | 山城         |                           | 1.1       | 25.4      | 경기도     | 성남시   |        |
| 823               | 남한산성입구 | Namhansanseong     | 南漢山城入口 |                           | 1.3       | 26.7      | 경기도     | 성남시   |        |
| 824               | 단대오거리   | Dandaeogeori       | 丹垈五거리   |                           | 0.8       | 27.5      | 경기도     | 성남시   |        |
| 825               | 신흥         | Sinheung           | 新興         |                           | 0.8       | 28.3      | 경기도     | 성남시   |        |
| 826               | 수진         | Sujin              | 壽進         |                           | 0.9       | 29.2      | 경기도     | 성남시   |        |
| 827               | 모란         | Moran              | 牡丹         | ● 수도권 전철 수인·분당선 | 1.0       | 30.2      | 경기도     | 성남시   |        |

## 이용객 변동
| 구분   | 일평균 인원수 (명/일) | 일평균 인원수 (명/일) | 일평균 인원수 (명/일) | 일평균 인원수 (명/일) | 일평균 인원수 (명/일) | 일평균 인원수 (명/일) | 일평균 인원수 (명/일) | 일평균 인원수 (명/일) | 일평균 인원수 (명/일) | 일평균 인원수 (명/일) | 일평균 인원수 (명/일) | 일평균 인원수 (명/일) | 일평균 인원수 (명/일) | 일평균 인원수 (명/일) | 일평균 인원수 (명/일) | 일평균 인원수 (명/일) | 일평균 인원수 (명/일) | 일평균 인원수 (명/일) | 일평균 인원수 (명/일) | 일평균 인원수 (명/일) | 일평균 인원수 (명/일) | 각주  |
| 구분   | 2000년                | 2001년                | 2002년                | 2003년                | 2004년                | 2005년                | 2006년                | 2007년                | 2008년                | 2009년                | 2010년                | 2011년                | 2012년                | 2013년                | 2014년                | 2015년                | 2016년                | 2017년                | 2018년                | 2019년                | 2020년                | 각주  |
| ------ | --------------------- | --------------------- | --------------------- | --------------------- | --------------------- | --------------------- | --------------------- | --------------------- | --------------------- | --------------------- | --------------------- | --------------------- | --------------------- | --------------------- | --------------------- | --------------------- | --------------------- | --------------------- | --------------------- | --------------------- | --------------------- | ----- |
| 승차   | 135,558               | 150,732               | 156,683               | 157,514               | 156,301               | 155,724               | 153,358               | 153,074               | 156,238               | 154,913               | 157,751               | 160,636               | 162,616               | 163,709               | 166,274               | 166,946               | 166,967               | 178,066               | 185,529               | 192,145               | 148,122               | [ 2 ] |
| 하차   | 132,432               | 146,426               | 151,872               | 152,542               | 149,901               | 149,349               | 146,653               | 145,619               | 147,870               | 147,102               | 152,676               | 156,206               | 158,855               | 159,318               | 162,109               | 163,295               | 167,374               | 176,750               | 185,032               | 192,031               | 148,475               | [ 2 ] |
| 승하차 | 267,990               | 297,159               | 308,554               | 310,057               | 306,202               | 305,073               | 300,011               | 298,693               | 304,107               | 302,016               | 310,426               | 316,842               | 321,471               | 323,027               | 328,383               | 330,241               | 334,341               | 354,816               | 370,561               | 384,176               | 296,597               | [ 2 ] |